# Pronto Cirinnà
Pronto Cirinnà è un programma televisivo italiano di attualità, politica e cultura, condotto dalla senatrice Monica Cirinnà, andato in onda, in prima serata, su Cielo dal 26 giugno 2018 al 10 luglio 2018 per un totale di 3 puntate.

## Il programma
Il programma ha visto la conduttrice Monica Cirinnà rispondere a diverse domande, legate alle unioni civili e alle famiglie omogenitoriali, fatte dai telespettatori.
Gli episodi erano l'introduzione per un ciclo speciale di tre serate speciali relative al pride. I film mandati in onda dopo Pronto Cirinnà vedevano Stonewall, Weekend e La vita di Adele.

## Puntate
| Puntata | Argomento                     | Messa in onda  |
| ------- | ----------------------------- | -------------- |
| 1       | Normativa sulle unioni civili | 26 giugno 2018 |
| 2       | Famiglie omogenitoriali       | 3 luglio 2018  |
| 3       | Reversibilità e assistenza    | 10 luglio 2018 |